# Oetzen
Oetzen település Németországban, azon belül Alsó-Szászország tartományban. Lakosainak száma 1160 fő (2023. december 31.). Oetzen Uelzen és Rätzlingen községekkel határos.

## Népesség
A település népességének változása:
| Lakosok száma | 1147 | 1158 | 1163 | 1160 | 1142 | 1156 | 1160 |
|               | 2014 | 2016 | 2017 | 2019 | 2021 | 2022 | 2023 |